# Mogurnda magna
Mogurnda magna är en fiskart som beskrevs av Allen och Renyaan, 1996. Mogurnda magna ingår i släktet Mogurnda och familjen Eleotridae. Inga underarter finns listade i Catalogue of Life.